# Bembo (famiglia)
I Bembo furono una famiglia patrizia della Repubblica di Venezia, annoverata tra quelle di più antica nobiltà (i Longhi).

## Storia
Pur mancando notizie precise attorno all'origine dei Bembo (esistono solo delle tradizioni tarde prive di fondamento storico), la Cronaca "pseudo-Giustinian" degli anni 1350 li elenca in un gruppo di dodici famiglie posto appena al di sotto delle «duodecim nobiliorum proles Venetiarum». Furono quindi una delle casate più importanti già nei tempi antichi, e mantennero questo prestigio sino alla fine della Repubblica.
La famiglia era originaria di Roma, trasferitasi a Bologna e trapiantata in Venezia nell'VIII secolo.
Le prime notizie risalgono al X secolo, quando comparvero nella vita pubblica del Ducato di Venezia dando alcuni maggiorenti (i cosiddetti "giudici"). Tuttavia, bisognerà aspettare la seconda metà del Duecento per vederli pienamente attivi nella vita pubblica.

## Membri illustri
- Marco Bembo (1230 ca. - 1296), politico, diplomatico e militare. Fu a capo della squadra crociata raccolta ad Ancona da Giovanni Dandolo. Mentre era bailo di Costantinopoli, fu incarcerato e trucidato dai Genovesi dopo che Ruggero Morosini aveva attaccato la loro colonia di Pera.[5]
- Francesco Bembo († post 1427), politico e militare. Capitano dell'armata generale in Po nel 1426, fu artefice della memorabile azione navale di Cremona contro Filippo Maria Visconti.[6]
- Francesco Bembo († 1416), ecclesiastico.[7] Fu primicerio di San Marco e nel 1412 aprì il processo di canonizzazione di Caterina da Siena, autorizzando la predicazione in onore della santa.
- Beata Illuminata Bembo († 1493),[8] badessa del monastero del Corpus Domini di Bologna, scrisse "Specchio d'illuminazione", biografia di Santa Caterina da Bologna, in cui descrisse tra l'altro i fatti prodigiosi ai quali fu presente durante l'esumazione della santa.
- Bernardo Bembo (1433 - 1519), umanista e politico.[9]
- Pietro Bembo (1470 - 1547), figlio di Bernardo, cardinale e famoso letterato.[10]
- Giovanni Bembo (1543 - 1618), doge di Venezia dal 1615 alla morte.[11]
- Dardi Bembo (?-XVII secolo), politico e letterato.[12] Capitano di Vicenza nel 1580 e podestà di Treviso nel 1589, fu noto come traduttore di Platone. Per lui Tiberio Tinelli dipinse una Presentazione e disputa al tempio e un trittico su tela con la Nascita del Battista, il Battista nel Deserto, e il Battesimo di Cristo.
- Antonia Padoani Bembo (1640 - 1720), cantante e compositrice alla corte di Luigi XIV.[13]
- Giovanni Francesco Bembo (1659 - 1720), ecclesiastico. Fu vescovo di Belluno dal 1694 alla morte.[14]
- Pier Luigi Bembo Salamon (1823 - 1882), politico. Fu deputato e senatore del Regno d'Italia e podestà di Venezia.[15]

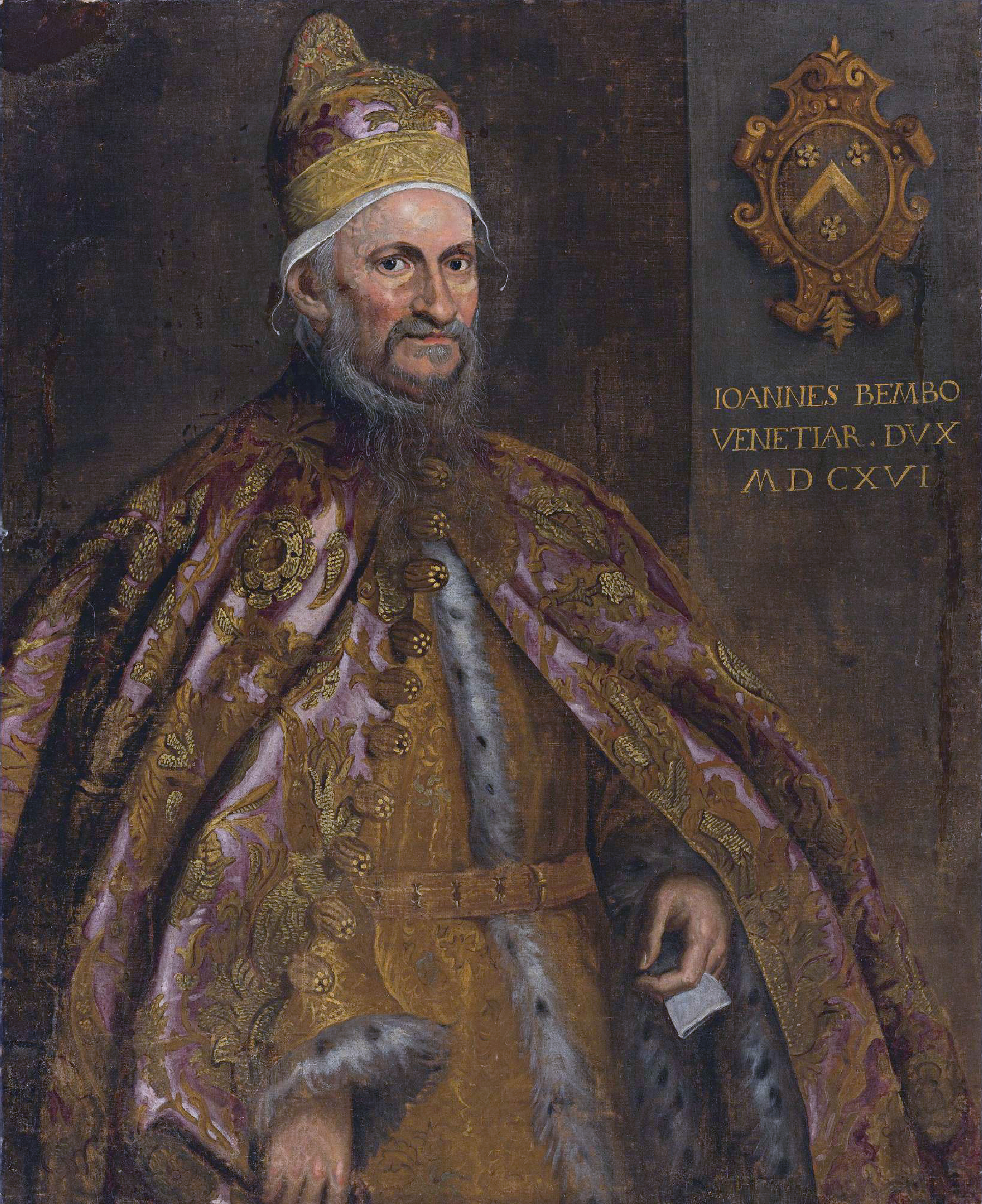
Il doge Giovanni Bembo
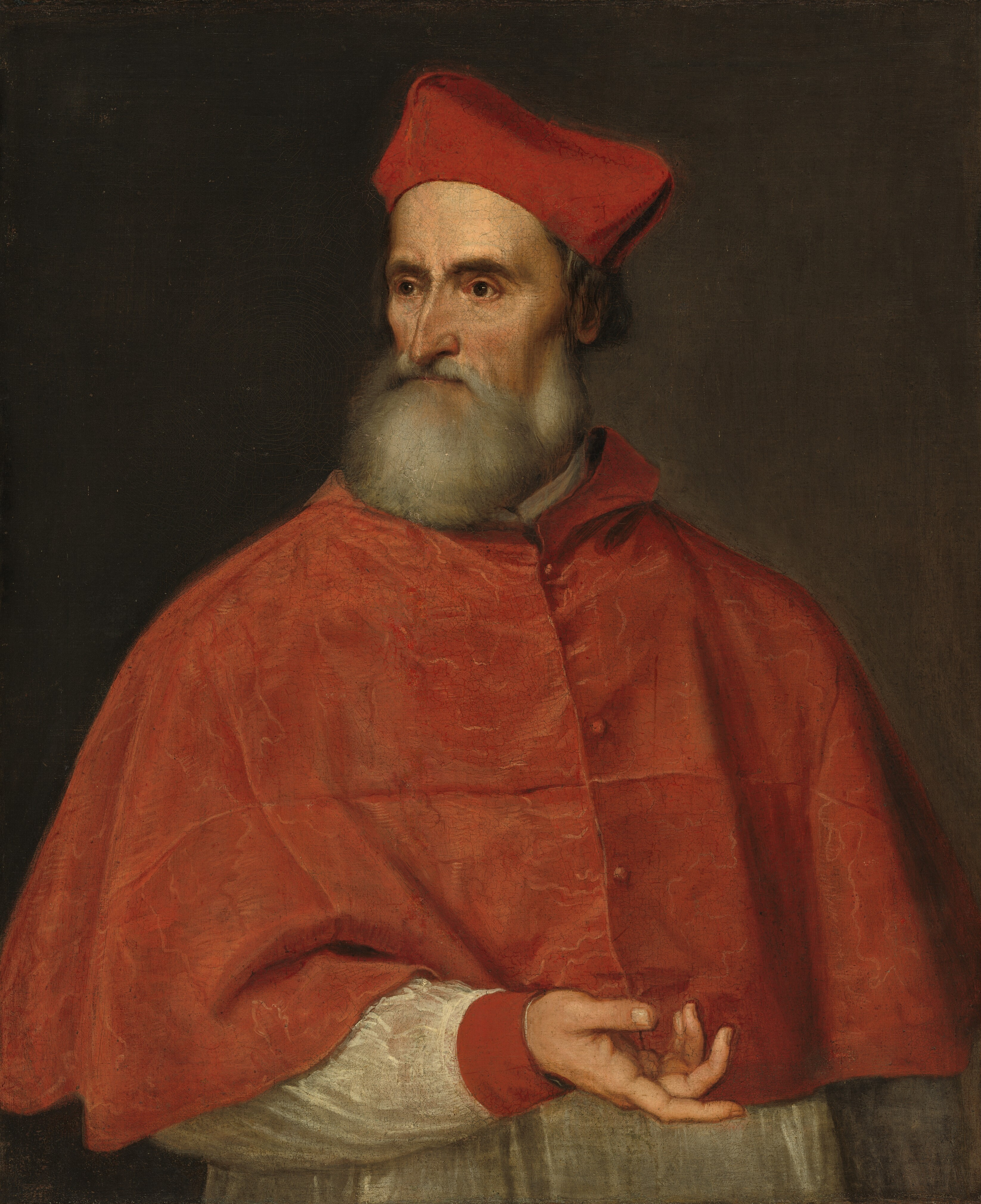
Il cardinale Pietro Bembo
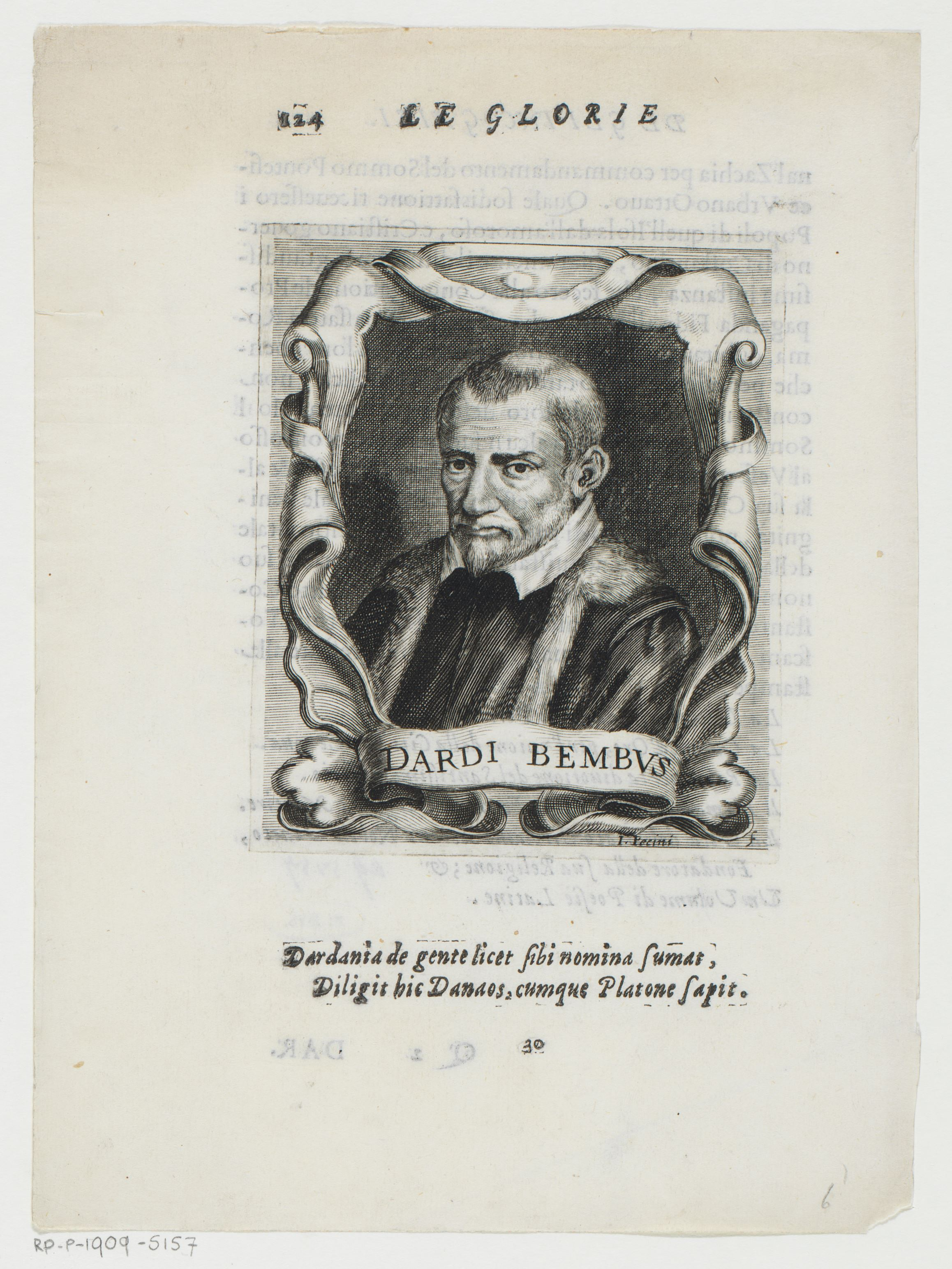
Dardi Bembo
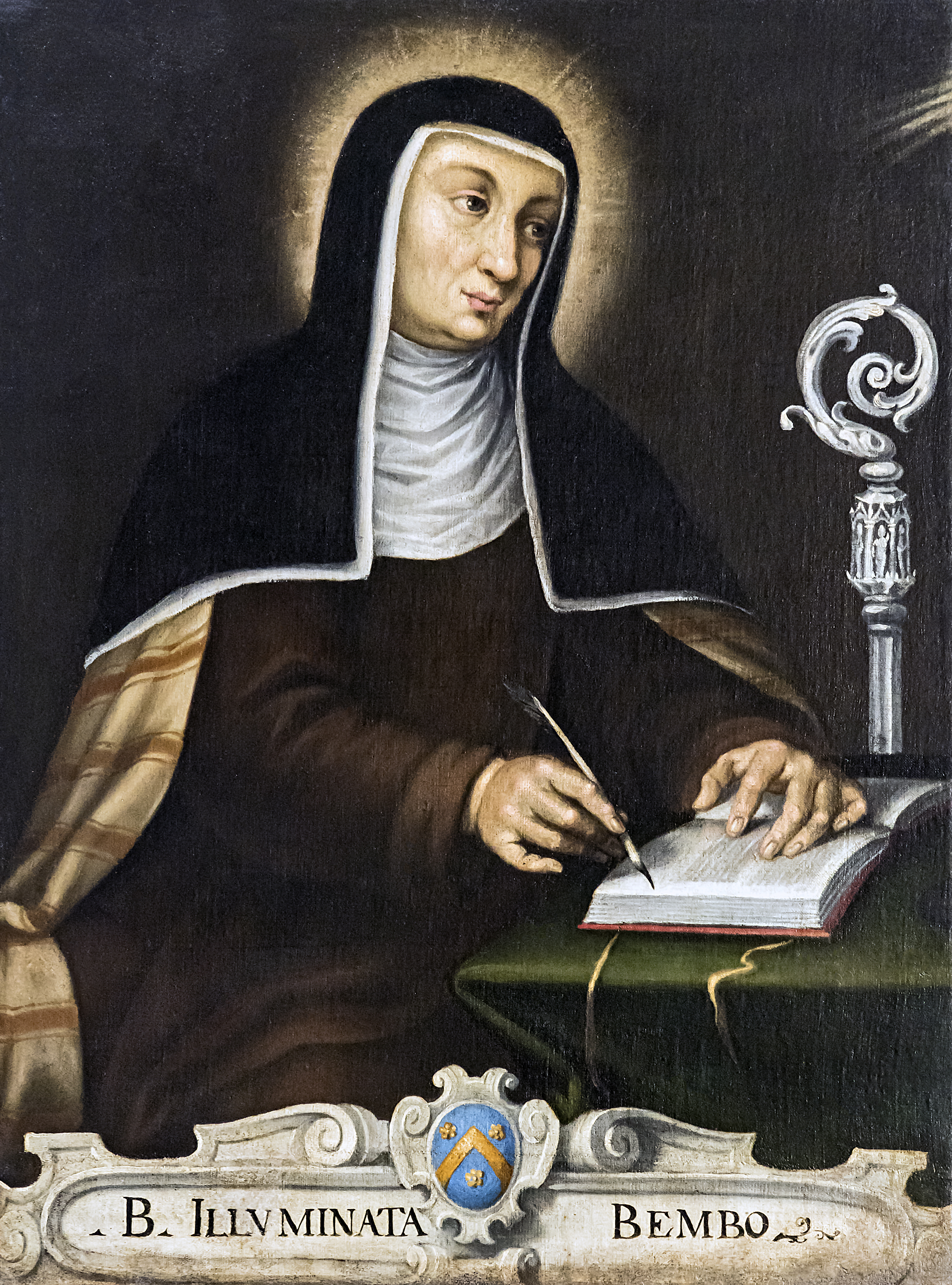
La beata Illuminata Bembo
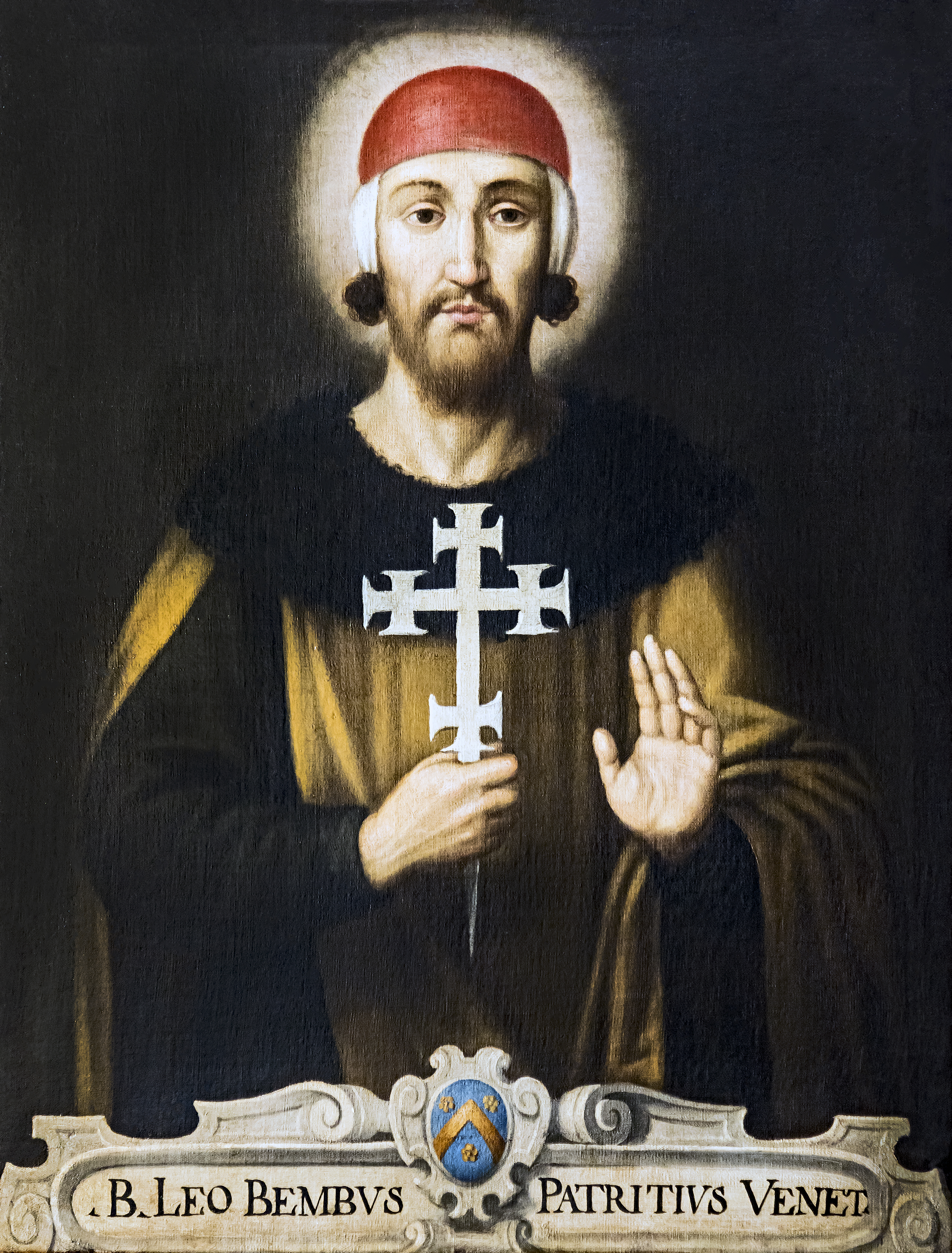
Il beato Leone Bembo